# Kino Tsuyoshi
Tsuyoshi Kino (sinh ngày 28 tháng 6 năm 1967) là một cầu thủ bóng đá người Nhật Bản.

## Sự nghiệp câu lạc bộ
Tsuyoshi Kino đã từng chơi cho Urawa Reds.